# Drosophila lindae
Drosophila lindae este o specie de muște din genul Drosophila, familia Drosophilidae, descrisă de Wheeler în anul 1968. Conform Catalogue of Life specia Drosophila lindae nu are subspecii cunoscute.